# Jasna Fritzi Bauer
Pour les articles homonymes, voir Bauer.
Jasna Fritzi Bauer, née le 20 février 1989 à Wiesbaden, est une actrice suisse.

## Biographie
Elle fait partie de l'ensemble des jeunes du Hessisches Staatstheater de 2006 à 2008. Elle étudie ensuite à l'académie des arts dramatiques Ernst Busch à Berlin, jusqu'en 2012.
Pendant ses études, Bauer est invitée dans des théâtres de Berlin, notamment à la Schaubühne am Lehniner Platz dans La Puissance des ténèbres de Léon Tolstoï, mis en scène par Michael Thalheimer. La mise en scène de la pièce de théâtre Helden d'Ewald Palmetshofer au Berliner Arbeiter-Theater, dirigé par Roscha A. Säidow, vaut pour l'ensemble le prix Vontobel à la 22e rencontre des écoles de théâtre germanophones. Après plusieurs petites productions universitaires, Bauer est sur scène au printemps 2012 sous la direction de Jutta Hoffmann dans la comédie Le Jeu de l'amour et du hasard au Hans Otto Theater de Potsdam. De 2012 à 2015, elle est membre permanent de l'ensemble du Burgtheater de Vienne, ensuite elle est maintenue dans le statut d'invitée.
Elle a son premier rôle au cinéma en 2010 dans C'est pas moi, c'est mon tic (de) d'Andi Rogenhagen, où elle incarne une adolescente atteinte de la maladie de Gilles de La Tourette. Pour ce film, elle reçoit le prix du meilleur espoir du festival du film de Mecklembourg-Poméranie-Occidentale en 2011 et le New Faces Award en 2012.
En 2012, elle travaille pour la première fois pour la télévision, dans la série La Semaine de vérité (de) ; l'ensemble des acteurs est récompensé d'un prix Adolf-Grimme.
Dans la deuxième saison de la série jerks. (de) produite par Christian Ulmen, diffusée sur ProSieben en 2018, Bauer joue son propre rôle. La série est conçue pour que tous les acteurs s'incarnent et en grande partie improvisent le texte.

## Filmographie

### Cinéma
- 2010 : À l'âge d'Ellen
- 2011 : C'est pas moi, c'est mon tic (de)
- 2012 : Barbara
- 2012 : Si papa nous voyait (de)
- 2013 : Scherbenpark (de)
- 2013 : GeschwisterDiebe (court métrage)
- 2014 : About a Girl (de)
- 2017 : Axolotl Overkill
- 2017 : Sommerfest (de)
- 2017 : Goliath
- 2018 : L'Inciseur (Abgeschnitten) de Christian Alvart : Linda
- 2018 : Un si beau couple (Das schönste Paar) de Sven Taddicken :

### Télévision
- 2013 : La Semaine de vérité (de) (série, 9 épisodes)
- 2013 : Der Kriminalist (série, épisode Dolly 2.0)
- 2014 : Bornholmer Straße (de)
- 2016 : Polizeiruf 110: Wölfe (de)
- 2016 : Das Sacher (de)
- 2017 : Tatort: Land in dieser Zeit
- 2017 : Spreewaldkrimi – Zwischen Tod und Leben (série)
- 2018 : Jerks. (de)
- 2018 : Dogs of Berlin (série télévisée)